# Kyōhei Noda
Kyōhei Noda (japanisch 野田 恭平 Noda Kyōhei; * 6. Oktober 1981 in der Präfektur Kanagawa) ist ein japanischer Fußballspieler.

## Karriere
Noda erlernte das Fußballspielen in der Schulmannschaft der Nihon University High School. Seinen ersten Vertrag unterschrieb er 2000 bei Verdy Kawasaki (heute: Tokyo Verdy). Der Verein spielte in der höchsten Liga des Landes, der J1 League. Danach spielte er bei Okinawa Kariyushi FC und FC Ryukyu. 2009 wechselte er zum Zweitligisten FC Gifu. Für den Verein absolvierte er 105 Ligaspiele. Ende 2012 beendete er seine Karriere als Fußballspieler.